# 馬卡瓦爾區
馬卡瓦爾區（西班牙語：Distrito de Marcabal），是秘魯的一個區，位於該國西北部拉利伯塔德大區的桑切斯卡里翁省，面積229.57平方公里，海拔高度2,930米，2005年人口12,459，人口密度每平方公里54.27人。